# Jules Vandooren
Jules Vandooren (Armentières, 1908. december 30. – Calais, 1985. január 7. ) francia válogatott labdarúgó, edző.
A francia válogatott tagjaként részt vett az 1934-es, az 1938-as világbajnokságon.

## Sikerei, díjai

### Játékosként
- Olympique Lillois
  - Francia első osztály bajnoka: 1932-33
  - Championnat de France de football: 1932-33
- Red Star
  - Francia másodosztály bajnoka: 1938-39

### Menedzserként
- KAA Gent
  - Belga másodosztály bajnoka: 1967-68